# Doménica Tabacchi

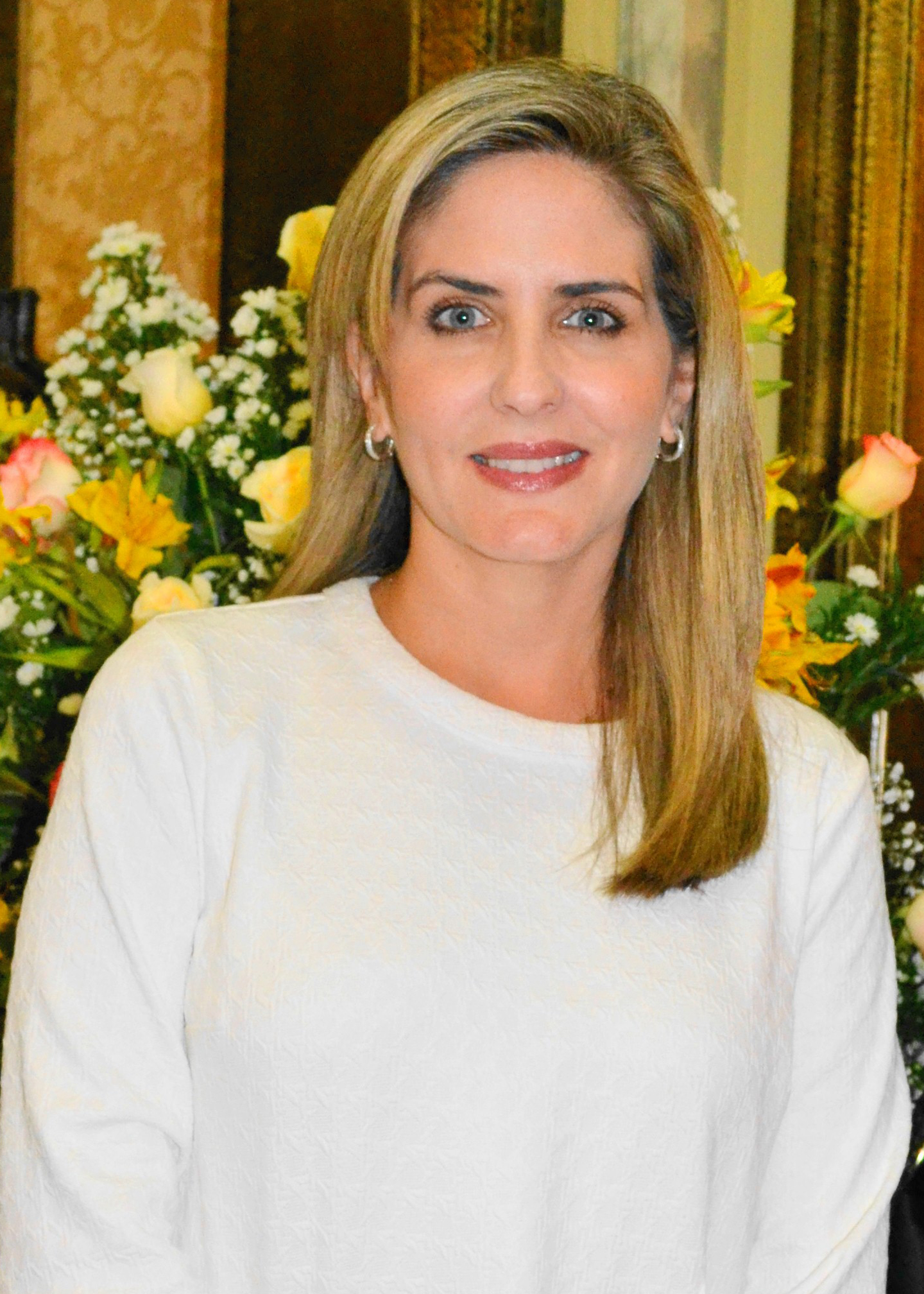
Doménica Cristina Tabacchi Rendón

Doménica Cristina Tabacchi Rendón (sinh ngày 21 tháng 2 năm 1973) là một nhà báo và chính trị gia người Ecuador. Cô hiện đang giữ chức Phó thị trưởng thành phố Guayaquil, thành phố lớn nhất của Ecuador, là người phụ nữ đầu tiên từng nhận được trách nhiệm này.